# جان سيريل روبن
جان سيريل روبن (بالفرنسية: Jean-Cyril Robin)‏ مواليد 27 أغسطس 1969 في لانيون، فرنسا، هو دراج فرنسي سابق في صنف سباق الدراجات على الطريق.

## الميداليات
| الميدالية | المسابقة                                    |
| --------- | ------------------------------------------- |
| برونزية   | بطولة العالم لسباق الدراجات على الطريق 1999 |

## روابط خارجية
- جان سيريل روبن على موقع أرشيف الدراجات (الإنجليزية)
- جان سيريل روبن على موقع إحصائيات الدراجات الإحترافية (الإنجليزية)
- جان سيريل روبن على موقع CycleBase (الإنجليزية)